# Géographie du Belize
 (juin 2015).
Si vous disposez d'ouvrages ou d'articles de référence ou si vous connaissez des sites web de qualité traitant du thème abordé ici, merci de compléter l'article en donnant les références utiles à sa vérifiabilité et en les liant à la section « Notes et références ».
Le Belize est un pays d’Amérique centrale, situé entre le Mexique et Guatemala. C’est le seul pays de cette région à ne pas avoir de façade maritime sur l’océan Pacifique. 

## Description
Il occupe une surface de 22 966 km2 et l’ensemble des côtes fait 386 kilomètres de longueur. Les frontières de ce pays s'étendent sur 516 kilomètres de longueur et sont réparties entre le Mexique avec 250 kilomètres et le Guatemala avec 266 kilomètres.
Son climat est de type tropical, c’est-à-dire très chaud et humide. La saison des pluies se déroule de mai à novembre et la saison sèche de février à mai. Il y a de très fréquents cyclones tropicaux de juin à novembre.
Son relief est composé de plaines côtières marécageuses et de basses montagnes dans le sud. Son point le plus bas, est le niveau de la mer et son point le plus élevé est le Doyle's Delight, avec 1 124 mètres d’altitude.
Le Belize est situé entre les fleuves Hondo et Sarstoon, avec le fleuve Belize s'écoulant au centre du pays. Tout le long des côtes de la mer des Caraïbes se trouvent une barrière de corail de 320 km, la plus longue après la Grande barrière, parsemée d'environ 450 cayes (îles et îlots très bas). 
Un trou bleu remarquable est situé près du centre du récif Lighthouse, un petit atoll à 80 kilomètres du continent et de Belize City.

### Faune et flore
Le Belize est riche en espèces rares d'oiseaux : pics impériaux, toucans à carène, aras, oiseaux chanteurs, dindons ocellés, aigrettes blanches, ibis...
Le sanctuaire faunique du bassin Cockscomb abrite sur plus de 500 km2 une biodiversité remarquable, composée de jaguars (unique réserve mondiale), tapirs , iguanes, serpents, tatous, fourmiliers, pécaris, ainsi que des tortues de mer géantes. 
La destruction des forêts progressant à une grande rapidité dans toute la région, le Belize a créé des réserves naturelles comme celle de Rio Bravo (en) qui recouvre 1 000 km² de forêt tropicale où l'on trouve des fleuves, des lacs et des sites archéologiques mayas. Sont ainsi protégées : 70 espèces de mammifères, 390 espèces d’oiseaux et 230 espèces d’arbres.
On dénombre plusieurs milliers d'espèces de plantes dont l'acajou qui est l'arbre national et l'orchidée noire qui est l'emblème du Belize.
Outre les problèmes environnementaux et la déforestation, le pays est affecté par la pollution de l'eau par les égouts, aux rejets industriels et aux infiltrations agricoles.
En 2021, une coalition de groupes écologistes achète 950 km2 de forêt afin de préserver les terres ; Ce nouvel espace est nommé Belize Maya Forest.